# Osteotom
Osteotom lub dłuto kostne – narzędzie chirurgiczne w kształcie dłuta z obustronnie ściętym ostrzem, służące do przecinania kości.